# Водяний ослик
Водяни́й о́слик (Asellus) — рід рівноногих ракоподібних (Isopoda) з родини Водяні ослики (Asellidae).

## Водний розподіл
США (Аляска) та Євразія (Бельгія, Нідерланди, Польща, Франція, на Піренейському півострові, Італія, на території колишньої Югославії, в тому числі є Словенії та Македонії, Греції, включаючи Крит, в тому числі Росія і Сибір, озеро Байкал, в Закавказзії, Японії і Охотське море).

## Класифікація
Рід містить 18 видів:
- Asellus alaskensis (Bowman i Holmquist, 1975)
- Asellus amamiensis (Matsumoto, 1961)
- Asellus aquaticus (Linnaeus, 1758) — Водяний ослик зрячий
- Asellus balcanicus (Karaman, 1952)
- Asellus birsteini (Levanidov, 1976)
- Asellus dybowskii (Semenkevich, 1924)
- Asellus epimeralis (Birstein, 1947)
- Asellus ezoensis (Matsumoto, 1962)
- Asellus hilgendorfii (Bovallius, 1886)
- Asellus hyugaensis (Matsumoto, 1960)
- Asellus kumaensis (Matsumoto, 1960)
- Asellus latifrons (Birstein, 1947)
- Asellus levanidovorum (Henry & Magniez, 1995)
- Asellus monticola (Birstein, 1932)
  - Asellus monticola fontinalis (Birstein, 1936)
- Asellus musashiensis (Matsumoto, 1961)
- Asellus primoryensis (Henry & Magniez, 1993)
- Asellus shikokuensis (Matsumoto, 1960)
- Asellus tamaensis (Matsumoto, 1960)[5][7][8][9][10][11][12]